# اندیس سرا (سارا)
سرا (سارا) یک اندیس فلزی است که در حوالی شهر شهر بابک استان کرمان قرار دارد و مادهٔ معدنی موجود در آن، طلا است. سنگ میزبان این اندیس توده نفوذی گرانودیوریتی دگرسان شده در سنگ‌های آتشفشانی است و دیرینگی آن به دوران ائوو پس از ائوسن می‌رسد. در این اندیس، پاراژنز‌های طلا و مس یافت می‌شوند.